# シャラフ・ハーン・ビドリースィー
シャラフ・ハーン・ビドリースィー （クルド語: شەرەفخانی بەدلیسی, Şerefxanê Bedlîsî; ペルシャ語: شرف‌الدین خان بن شمس‌الدین بن شرف بیگ بدلیسی;1543年2月25日-1603年~1604年）はクルド人のビトリスの領主。歴史家としても知られ、特にペルシャ語で記された『シャラフ・ナーメ（シャラフの書）』の著者として著名である。

## 経歴
1543年にカラフルド（現在のイランのアラーク市の一部）で生まれ、サファヴィー朝の宮廷で王子らと共に教育を受け、1555年に父シャムス・アッディーンから家督を譲り受けた。しかしながら父はシャラフ・ハーンが生まれた時点でビトリスの直接統治を目論むオスマン中央政府により領地替えにあっており、後継のシャラフ・ハーン共々なおも帰還を果たせていなかった。
1576年にシャー・タフマースブ1世の死をきっかけとした政争に巻き込まれ、イラン辺境への左遷を経験した。これを契機として1578年にオスマン朝に臣従しビトリスへの帰還を果たす。
1596年にビトリスの領主の地位を息子シャムス・アッディーン・ベグ・アブルマリクに譲り、隠居中に『シャラフ・ナーメ』を認めた。
息子の次代はシャラフ・ハーンの卑属ではなく、兄弟のハラフ・ハーンが継ぐことになった。ハラフ・ハーンが県知事に着任した折、シャラフ•ハーンは何者かにより暗殺されたとされる。

## 評価

### 『シャラフ・ナーメ』
『シャラフ・ナーメ』は大きく二部の構成に分けられる。それぞれ、クルド系王朝やクルド系領主の一族の歴史、そしてオスマン朝及び同時代のイランと中央アジアの支配者たちの歴史である。ビトリスの歴史は前半部分に詳細に記述されている。
オスマン史専門家の齋藤久美子は『シャラフ・ナーメ』の歴史的資料としての価値を「オスマン朝とサファビー朝の関係史を境界地域から検証することができ……(中略)……両王朝の資料からは窺い知ることのできないクルディスタンの政治・社会状況を明らかに」するものとして高く評価している。